# Góralu, czy ci nie żal?

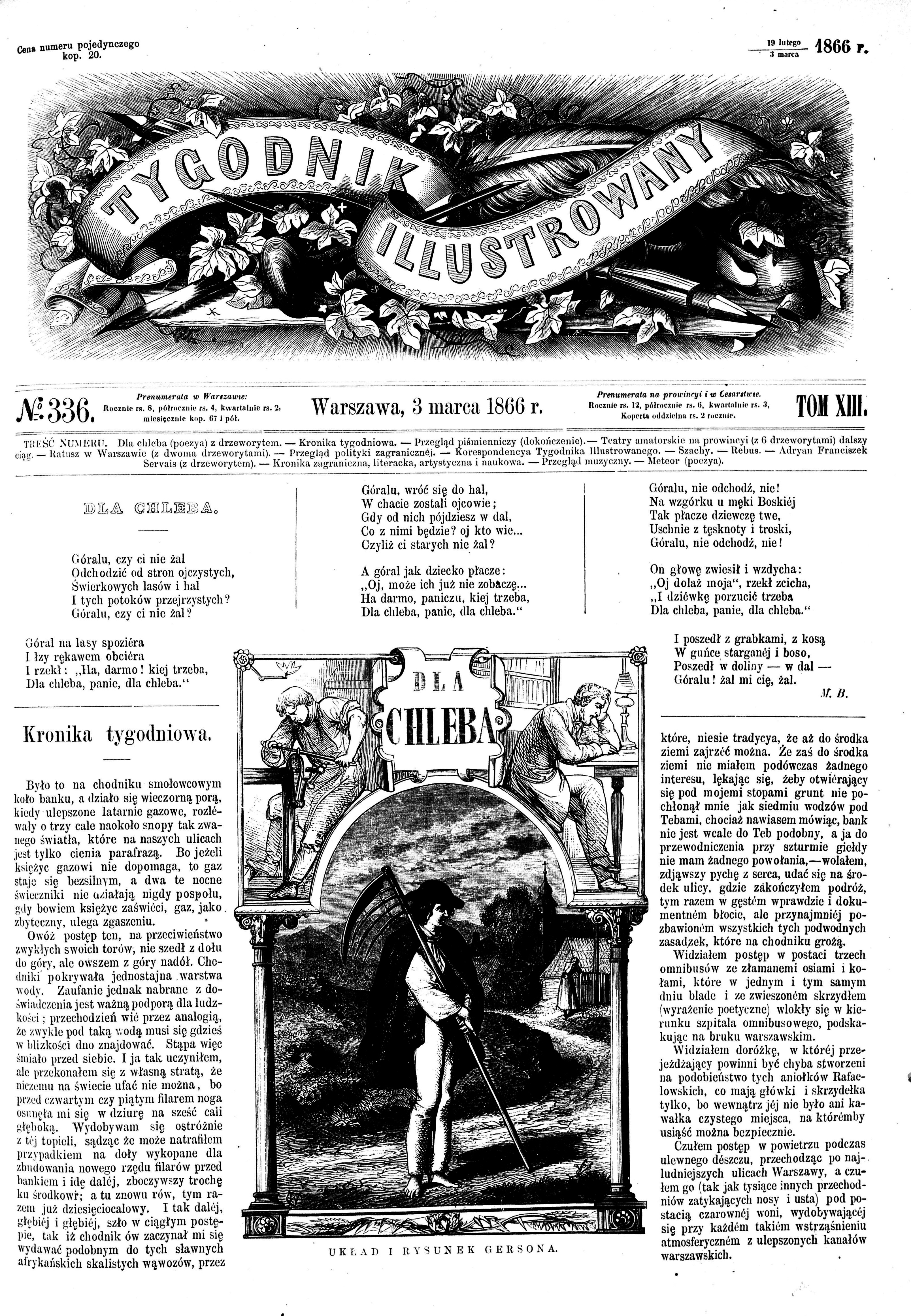
Wiersz "Dla chleba" ("Góralu, czy ci nie żal") Michała Bałuckiego opublikowany w „Tygodniku Illustrowanym” w 1866 roku

Góralu, czy ci nie żal? (tytuł pierwotny: Dla chleba) – pieśń skomponowana do słów wiersza autorstwa krakowskiego poety Michała Bałuckiego. Wiersz powstał w II połowie XIX wieku w krakowskim więzieniu św. Michała, gdzie towarzyszem osadzonego tam "za wichrzycielstwo" autora był tęskniący za rodzinnymi stronami góral.
Wiersz został opublikowany po raz pierwszy w „Tygodniku Illustrowanym” w 1866 roku pod tytułem Dla chleba. Tekst piosenki został anonimowo uzupełniony do długości kilkunastu zwrotek i kończy się happy endem: góral powraca w rodzinne strony z workiem prezentów do rozdania. Jako autora muzyki podaje się najczęściej Władysława Żeleńskiego, według części źródeł około 1912 roku muzykę napisał Michał Świerzyński. Tę samą melodię ma francuska pieśń wielkopostna Victoire!, jednakże zawierające ją śpiewniki opatrują pieśń adnotacją sur une melodie polonaise, zatem polska kompozycja była starsza.
Do popularyzacji piosenki przyczynili się piłsudczycy, a następnie harcerze – początkowo była to pieśń śpiewana na biwakach. Następnie weszła do kanonu najpopularniejszych utworów polskiej muzyki biesiadnej, w którym pozostaje do dziś.
Początkowe zwrotki:
Góralu, czy ci nie żal
Odchodzić od stron ojczystych,
Świerkowych lasów i hal
I tych potoków srebrzystych?
Góralu, czy ci nie żal,
Góralu, wracaj do hal!
A góral na góry spoziera
I łzy rękawem ociera,
Bo góry porzucić trzeba,
Dla chleba, panie, dla chleba.
Góralu, czy ci nie żal...
W latach 50. XX wieku w Małopolsce śpiewano: "A góral wziął gumowe buty i poszedł do Nowej Huty".
W 1993 rockową wersję tego utworu nagrała warszawska grupa Hetman, utwór znalazł się na ich trzecim studyjnym albumie Co jest grane!?.
W roku 1994 utwór nagrała Maryla Rodowicz na płycie Marysia biesiadna. Wydał ją także Krzysztof Krawczyk m. in. na płycie Piosenki biesiadne z 2015 roku.
Inicjatywą krakowskiego Ośrodka Kultury Biblioteka Polskiej Piosenki, pieśń Góralu, czy ci nie żal doczekała się swojego święta związanego ze 150-leciem jej powstania. Jubileusz obchodzony był w roku 2013. Nawiązując do tradycji łączącej pieśń Góralu, czy ci nie żal z papieżem Janem Pawłem II, w 2005 roku dyrektor Biblioteki Polskiej Piosenki Waldemar Domański dopisał ostatnią zwrotkę zaczynającą się od słów „Nasz Gazdo, co patrzysz z wysoka”. Następnie w 2012 roku wystąpił z inicjatywą symbolicznego „usynowienia” tej pieśni przez górali, do czego doszło w Zakopanem 25 sierpnia 2012 roku.